# The Replacements
A The Replacements egy alternatív (korábban punk) rock együttes volt. 1979-ben alakultak meg a minnesotai Minneapolis-ban. Zenei hatásukként a Beatles-t, a Big Star-t, Lou Reed-et, a Sex Pistolst, a The New York Dolls-t és a Clash-t jelölték meg. Karrierjük alatt 7 nagylemezt jelentettek meg. Először 1979-től 1991-ig működtek, majd 2006-ban újból összeálltak egy rövid időre. 2012-től 2015-ig újból együtt játszottak, majd 2015-ben véglegesen feloszlottak.
Let It Be című 1984-ben kiadott albumuk szerepel az 1001 lemez, amit hallanod kell, mielőtt meghalsz című könyvben.
Korai albumaikat a hardcore punk/punk rock hangzás jellemezte, a Let It Be-vel kezdődően azonban sokkal rockosabb hangzásra váltottak.

## Diszkográfia
Stúdióalbumok
- Sorry Ma, Forgot to Take Out the Trash (1981)
- Hootenanny (1983)
- Let It Be (1984)
- Tim (1985)
- Pleased to Meet Me (1987)
- Don't Tell a Soul (1989)
- All Shook Down (1990)